# Blauw bord

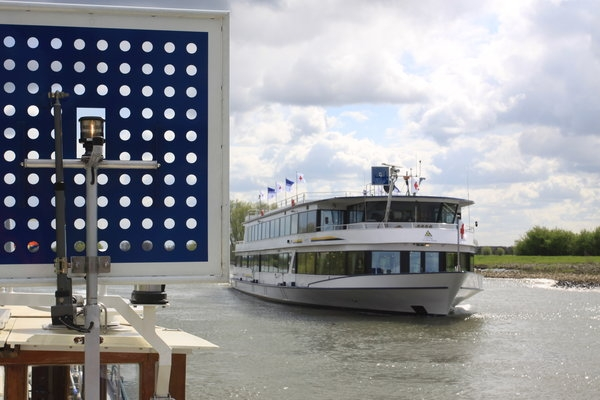
Blauw bord met knipperlicht aan stuurboord

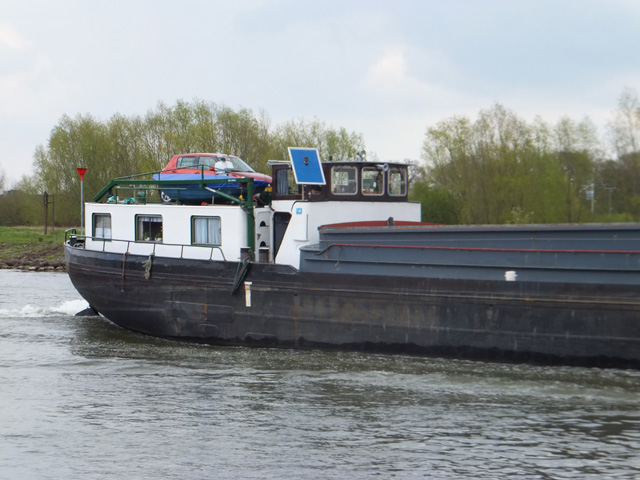
Blauw bord op een binnenvaarder op de IJssel

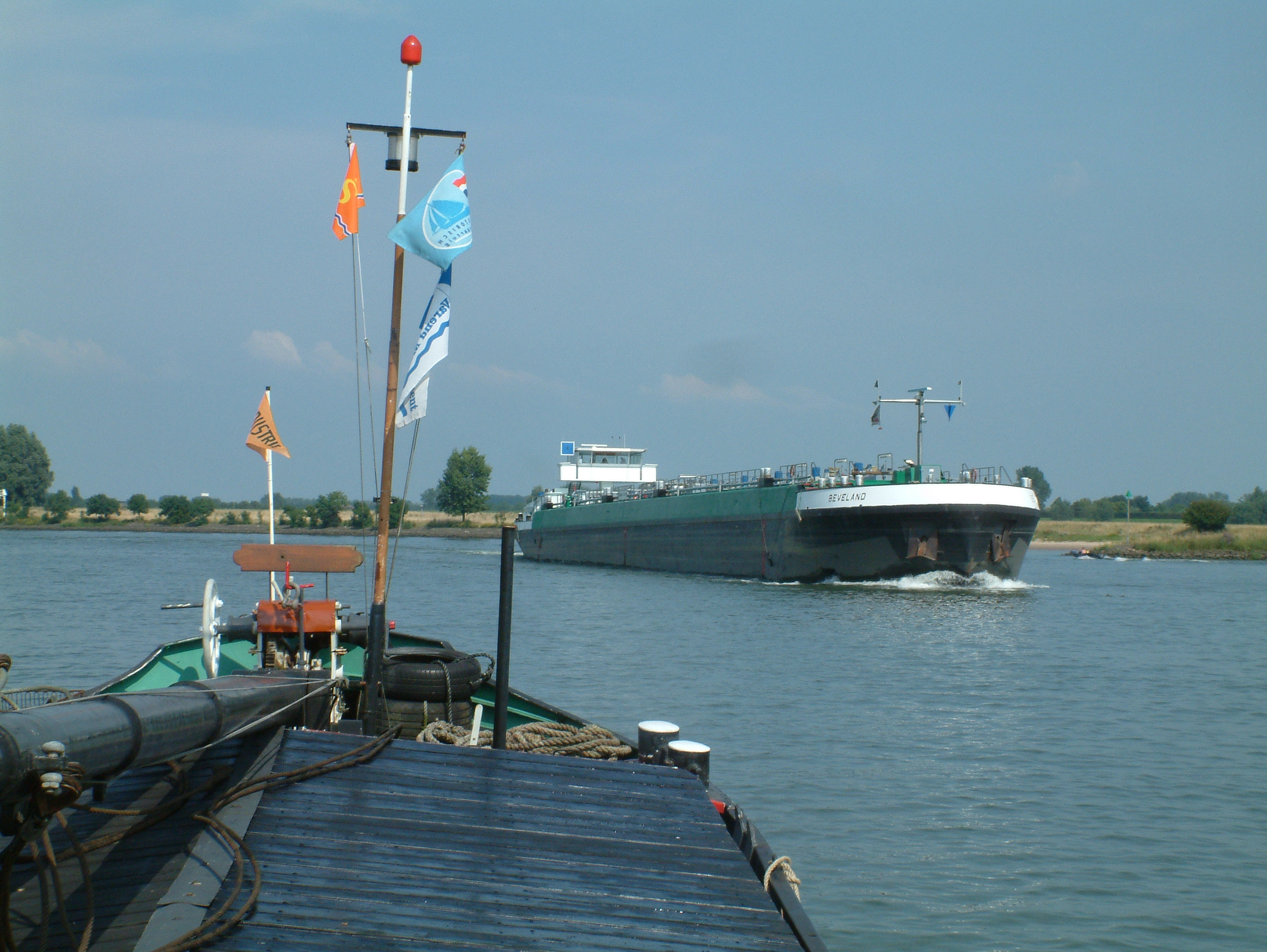
Toegepast door de afvaart op de Lek

Het blauwe bord, in combinatie met een wit helder rondom schijnend knipperlicht, is in de binnenvaart een sein waarmee een schip aan een op tegengestelde koers naderend ander schip het verlangen kenbaar kan maken, dat het voorbijvaren stuurboord op stuurboord zal geschieden. Het lichtblauwe bord moet van voren en van achteren goed zichtbaar zijn en voorzien van een witte rand met een breedte van ten minste 5 cm. Daarbij moeten het raam- en stangenwerk en het lantaarnhuis van het knipperlicht donker van kleur zijn. De afmetingen moeten zodanig zijn dat een goede zichtbaarheid wordt verzekerd. Voorheen werd geacht daaraan te zijn voldaan als de lengte en de breedte elk ten minste 1 m bedroegen.
Stroomopwaarts varende schepen voeren het blauwe bord wanneer ze de (linker-) binnenbocht nemen, om de sterke stroming aan de buitenbocht te vermijden. Een schipper mag daarbij niet zomaar z'n blauwe bord trekken. Voor een afvarend schip moet hij een geschikte weg vrijlaten, de plaatselijke omstandigheden en de bewegingen van andere schepen daarbij in aanmerking genomen.
Schepen die stroomafwaarts komen geven als antwoord ook het blauwe bord ten teken dat zij eveneens naar bakboord uitwijken en zo het schip vrije vaart geven. Zodra is te vrezen, dat de bedoeling niet is begrepen, moet het schip dat over de verkeerde boeg wil passeren een geluidssein van twee korte stoten geven. Het andere schip moet dan antwoorden door het geven van een geluidssein van twee korte stoten. Als het niet kan meewerken, moet het een reeks zeer korte stoten geven. Elk van beide schepen moet dan de maatregelen nemen die de omstandigheden vereisen om het ontstaan van een gevaarlijke situatie te voorkomen.
In vroeger jaren werd voor dit doel op deze plaats een blauwe vlag getoond. Op wat oudere schepen is de houder voor de vlaggenstok tegen het stuurhuis nog te vinden. Deze blauwe vlag is sinds 1 oktober 1984 verboden en dus vervangen door het blauwe bord. 

## Externe link

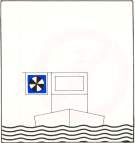
De formele plaats van het blauwe bord
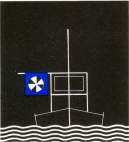
Het blauwe bord 's nachts